# 蔡温

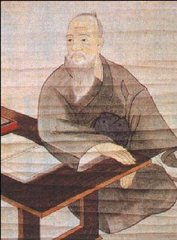
蔡温

蔡 温（さい おん、1682年10月25日（尚貞14年9月25日） - 1762年1月23日（尚穆10年12月29日））は、琉球王国の政治家。三司官の一員として、羽地朝秀を引き継ぎ、近世的な民衆支配の制度を確立した。大和名は具志頭親方文若（ぐしちゃんウェーカタぶんじゃく）。蔡氏具志頭殿内の小祖（蔡氏志多伯家十一世）。久米三十六姓の出身である。但し父蔡鐸は金城家の生まれで、久米村の養子となったため、血統は唐人ではないかの如く東恩納寛惇は記述するが、蔡鐸の父の金城親雲上梁澤民は久米村の呉江梁氏であり、唐人の血統である。
著作に『家内物語』、『獨物語』、『自敘傳』、『圖治要傳』や『簔翁片言』等多数。

## 生涯
以下、日付は旧暦、年齢は数え年で表す。

### 出生と少年期
康熙21年（天和2年）9月25日（1682年10月25日）子の刻、那覇の久米村（現在の那覇市久米）において、蔡氏志多伯家十世・蔡鐸と正室・真呉瑞（マゴゼイ）との間に、次男（正室の子としては長男）として生まれた。童名を蒲戸といった。蔡鐸は久米村の最高実力者である総役と呼ばれる地位にあり、蔡温より2歳上の兄として側室・眞多満の子である蔡淵（童名は次良）がいた。
康熙32年（1693年）2月15日、12歳で若秀才、康熙35年（1696年）8月22日、15歳で秀才となった。自伝によれば蔡温の少年時代は反抗的で怠け者であったとされる。蔡鐸は蔡温を後嗣とするつもりであったが、側室を迎える際に長男を産めば後嗣とする約束があったことから真呉瑞が納得せず。夫婦の見解の相違が少年期の蔡温に影響したものと考えられている。しかしながら17歳になると学問に目覚め、20歳頃までに論語をはじめとする多くの書物を読み込んだ。康熙39年（1700年）12月1日、19歳で通事（通訳）に任命され、21歳で訓詁師（漢文読書の教師）、25歳で講解師（講談の教師）となった。

### 大陸赴任と国師就任
康熙47年（1708年）2月7日、27歳で進貢存留役となり、存留通事（現地での通訳）として清の福州へ赴任することとなった。同年11月3日に那覇を発ち、11月17日に福州へ入った。福州琉球館の近くに凌雲寺があり、ここで住職に紹介され「湖広の者」と名乗る隠者に出会う。隠者から「書物を読み知識を習得しただけでは何の役にも立たない」との指摘を受け実学の思想に目覚める。隠者から陽明学に関する教えを受け、康熙49年（1710年）1月20日に福州を発ち1月29日に帰国した。帰国後まもなく自ら琉球北部を視察している。6月21日に都通事に昇格した。
康熙50年（1711年）4月、30歳で当時の皇太子尚敬の教師である世子師職兼務近習役を任命された。翌年の7月15日に尚益王が死去し尚敬が王に即位すると、国師と呼ばれる地位に就任した。国師は琉球王国において蔡温以前にも以後にも就任した者のない地位であり、琉球国全体を指導する役割を担うことになった。翌康熙54年（1715年）1月27日、34歳で勝連間切神谷地頭職に就任し神谷親雲上となった。同年、首里赤平に転居した。康熙53年（1714年）8月1日、33歳で正義大夫となり、同年8月15日に長男の蔡翼が生まれている。翌年の3月18日、尚敬王が蔡温宅を訪れ、蔡温は自ら茶を点ててもてなした。同年8月2日、政治や道徳など帝王学についてまとめた『要務彙編』を著した。

### 冊封への対応
康熙55年（1716年）、尚敬王就任に伴う冊封使を求める使節団の副使に選ばれ、2月25日に35歳で申口座（三司官への取り次ぎ役）、7月23日には末吉地頭職となった。11月15日に那覇を発ち北京へ向かったが、途中で暴風に遭い12月2日に久米島へ漂着した。翌年の1月20日に久米島を発ち、2月2日から7月12日まで福州に滞在し、10月28日に北京へ到着した。翌年1月8日に北京王府へ貢物を納め、2月27日に勅書を受け取った。2月29日に北京を発ち、福州を経て8月9日に帰国した。
康熙58年（1719年）、38歳で紫金大夫、末吉親方となった。同年6月、清からの冊封船が那覇に到着した。このとき冊封使の従者が大量の貨物を持ち込み、琉球王府に買い取りを要求した。しかしながら当時の王府にはこれに対応できるだけの財力がなく、従者たち500名との間で騒動となった。王府の高官たちは交渉をまとめることができず、対応を蔡温に一任した。蔡温は琉球王府の状況を説明し、貨物の評価に立ち会い、さらには国中から有価物品を集めるなどして騒動を収めた。冊封使は翌年2月16日に那覇を発った。この年の6月13日、蔡温は39歳で三司官座敷（三司官となりうる資格）を認められた。

### 内政改革
康熙61年（享保7年、1722年）、江戸幕府が日本国内に享保検地と呼ばれる検地を行うことを命じた。琉球国内では薩摩藩による支配体制強化の不安が広がったが、蔡温は支配強化にならないものの増税の口実となることを予期し、後にその通りになった。雍正4年（1726年）、尚敬王とその配下305名による琉球北部視察を取り仕切った。
雍正6年（1728年）10月、政府高官らの選挙により47歳で三司官に任命される。雍正8年（1730年）に『系図座規模帳』と『大与座規模帳』を、翌年には『位階定』を編纂し制度の成文化を進めた。『家内物語』はこのころに書かれたとされる。
雍正10年（1732年）11月18日、諸役人、農民の道徳規範、生活心得として『御教条』を公布した。内容は蔡温が考え豊川親方が筆記したものであり、『家言録』『醒夢要論』『図治要伝』からの引用が含まれている。各間切や村で毎月1日及び15日に役人の読み合わせ会が開催されたり、百姓への読み聞かせも行われた。1879年（明治12年）の琉球処分に至るまで教科書として用いられた。
雍正11年（1735年）、那覇付近に住む職人のために減税を実施した。
このころ、蔡温と対立していた平敷屋朝敏が蔡温を批判する文書を薩摩藩に投書する事件があった。薩摩藩はこれを取り合わず琉球王府に送り、朝敏とその配下15名が雍正12年（1734年）6月29日に処刑されている（平敷屋・友寄事件）。
同1734年、8月に農業の制度や経営について解説した『農務帳』が著された。
翌年には羽地大川で水害が発生し、8月16日に河川改修の指示を受け、8月22日に現地へ入り11月17日に完成させている。同年12月10日には山林を管理する役を命ぜられた。乾隆元年（元文元年、1736年）11月13日から翌年3月3日まで自ら琉球北部の山林を巡視し、各地で治山の指導をするとともに山林の管理方法を『杣山法式』にまとめた。
また、この年から元文検地と呼ばれる検地を始めた。乾隆11年（1746年）に『簔翁片言』、翌年9月に『杣山法式仕次』を著した。乾隆15年（1750年）、首里から名護への遷都や名護における運河建設の要求が高まり、これらの論争を収拾させるため名護に三府龍脈碑を建立した。同年に『独物語』を著している。

### 晩年

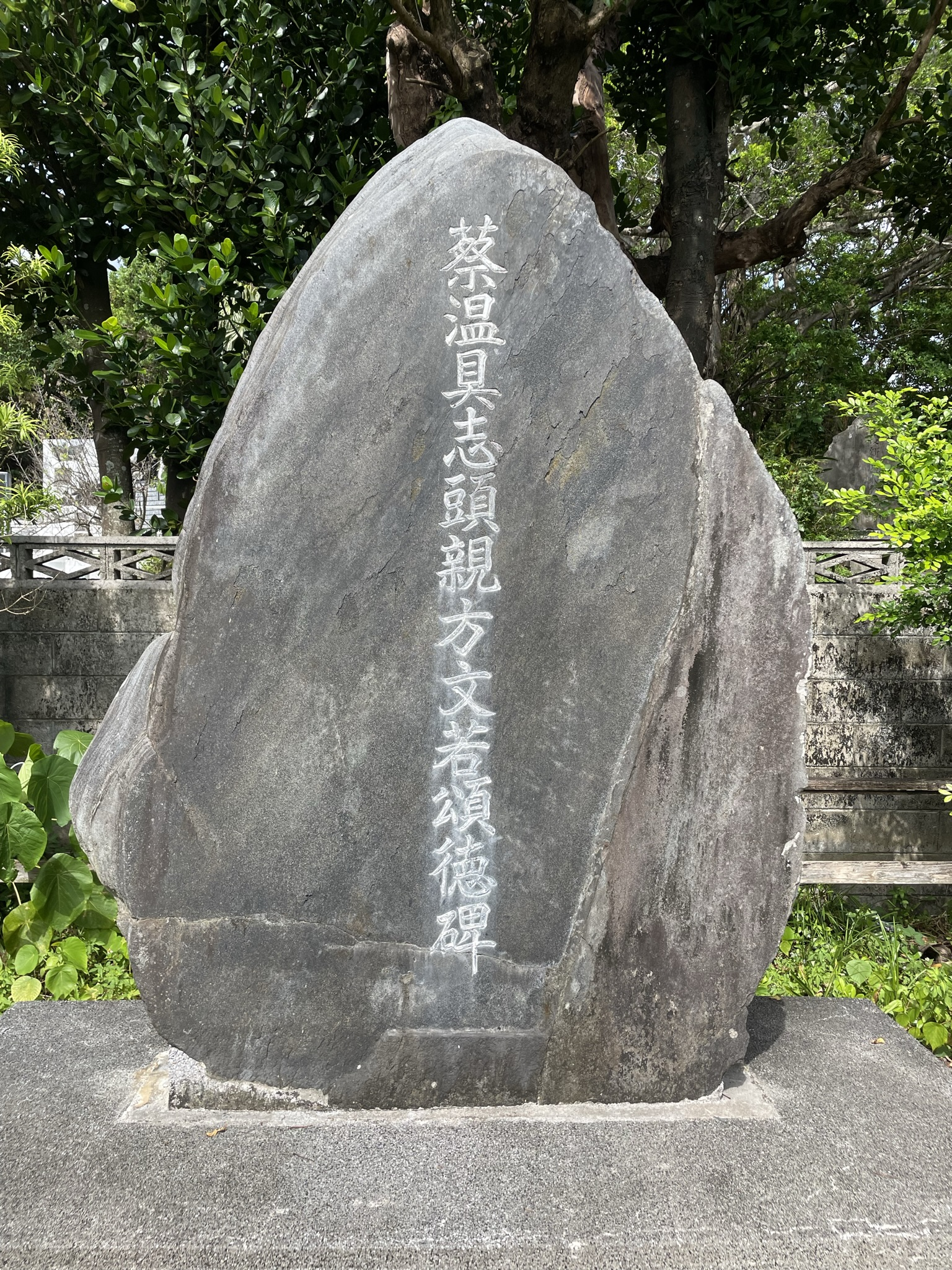
蔡温具志頭親方文若頌徳碑。沖縄県那覇市若狭1丁目25

乾隆17年（1752年）に尚敬王が死去すると自ら隠居を申し出たが、薩摩藩の指示により三司官を退官するのみに留め職務を継続することになった。9月29日に三司官の役を解かれ、10月2日に紫地五色花織冠の地位となっている。乾隆19年（1754年）に『醒夢要論』を著した。乾隆21年（1756年）6月には冊封使が訪れ、このときにも蔡温が貨物評価を取り仕切った。翌年1月29日に冊封使が帰って間もなく、2月21日に76歳で再び隠居を願い出た。『自叙伝』はこのころに書かれている。乾隆26年（宝暦11年）12月29日（1762年1月23日）、80歳で死去。
大正4年（1915年）、正五位を追贈された。

## 人物
実学を重んじ、物事を現実的にとらえ、自ら行動する政治家であった。特に山林の保全や河川改修において現地に赴き自ら指揮を執ることが多かった。著作として『客間録』、『家言録』、『一言録』、『簔翁片言』、『図治要伝』、『治家捷径』、『居家必覧』、『醒夢要論』、『実学真秘』、『要務秘編』などがあり『澹園全集』と呼ばれる。他にも『山林真秘』、『御教条』、『家内物語』、『独物語』、『林政八書』、『農務帳』、『自叙伝』などがある。しかしながら多くの書物は第二次世界大戦末期の沖縄戦によって失われている。
3回の結婚歴があり、初婚は蔡氏渡久地親雲上政包の娘の思戸金（オミトガニ）であったとされる。2回目は泊村相氏上運天筑登之親雲上英章の娘の真如姑樽（マニクダル）であったが死別している。3回目は首里向氏前川親方朝年の娘で蔡温23歳の年に結婚している。好物は魚のカステラ、イチムイ（魚の刺身盛り合わせ）、牛肉などであった。夜中でも思いついたことを書き留められるよう、寝室に行灯と筆記用具を常備していた。

## 政策
当時の琉球王国は薩摩藩の支配により停滞状況にあったが、蔡温は薩摩藩に従う利点を説き、現実的に対応するよう指導した。主君である尚敬王に対して「清との付き合いは難しくないが、薩摩藩との付き合いには十分な配慮が必要」と忠言している。内政では羽地朝秀の改革を継承し、のちの琉球王国の方向性を定めた。
農業政策
田と畑の転換を禁じ、また傾斜地の開墾を制限する一方で、農民に耕地の永久耕作権を与えて農地の地力保護をはかったり、農業用水路の整備を進めたりした。村や間切の境界を明確にし土地所有をはっきりさせ、旱魃や暴風に対する食糧備蓄制度を充実させた。また、農民を組合に所属させ納税の連帯責任を負わせることで農民同士の協力を促すとともに相互監視による税収の安定化をはかった。この組合組織は後にユヒ組（ユヒマワル、ユイマール）と呼ばれるようになった。しかしながら蔡温以後に有力な後継者が現れず、これらの政策は十分には浸透しなかった。
林業政策
各島の木材需給状況に鑑み、ある程度の山林を有する島の用材は島内でまかない、山林のない島については沖縄本島中部や北部から供給し、八重山については将来へ向けての予備とする方針を定めた。また、山林と田畑との境界を明確にして管理を強化した。植林を奨励し、海岸部にはアダン、リュウキュウマツ、テリハボクなどからなる潮垣と呼ばれる林、内陸部の要所にはマツなどからなる抱護と呼ばれる林を設けた。さらには森林資源保護のために新しい家や船の建造および薪の利用を制限し、まるまる大木の一本を必要とする「くり舟」（丸木舟）の製造を禁止した。